# Leandra ternata
Leandra ternata är en tvåhjärtbladig växtart som beskrevs av Célestin Alfred Cogniaux. Leandra ternata ingår i släktet Leandra och familjen Melastomataceae. Inga underarter finns listade i Catalogue of Life.